# Anthony Sloet van Oldruitenborgh (1851-1935)

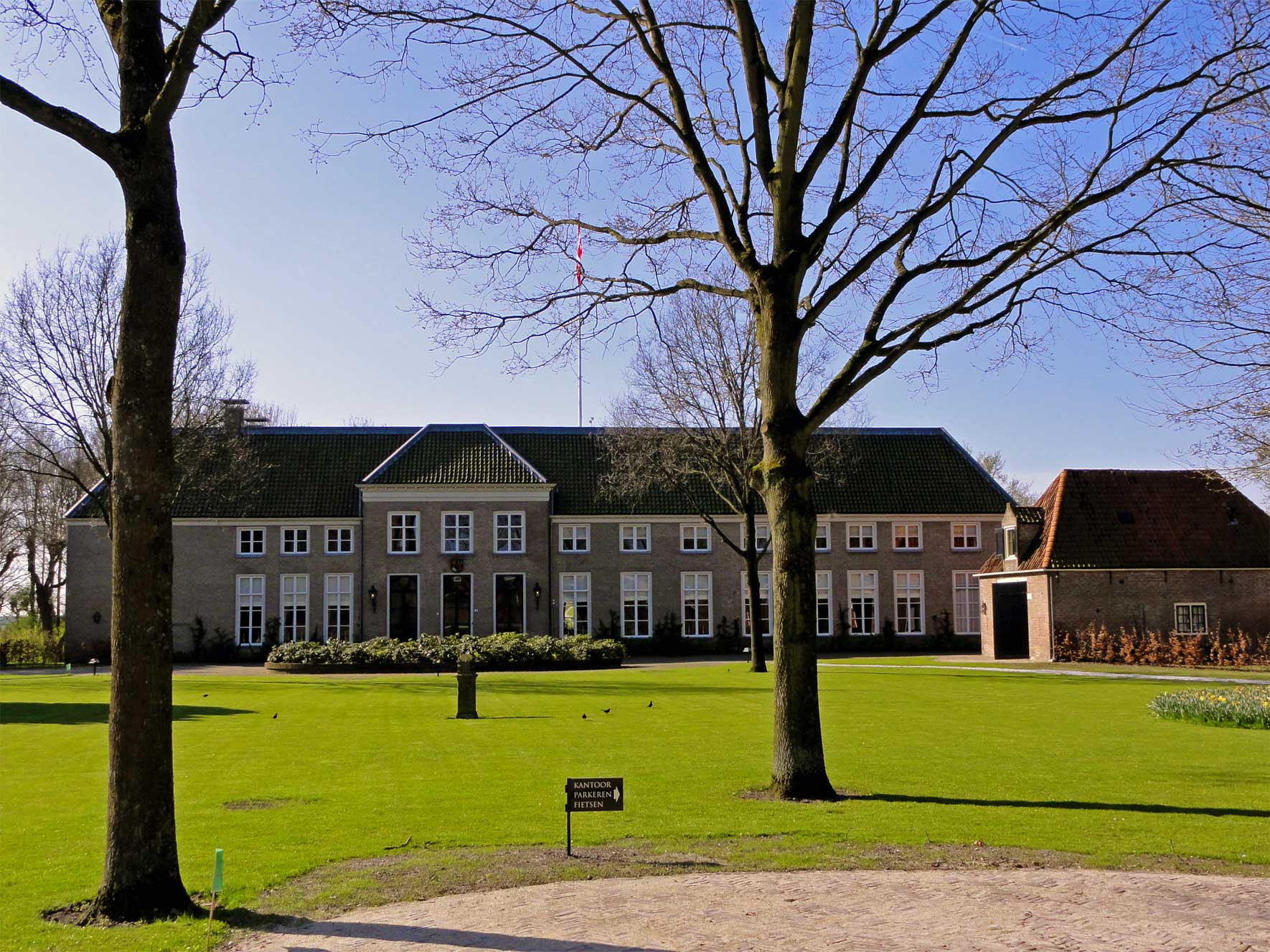
Oldruitenborgh, sterfhuis van de echtelieden Sloet.

Anthony Sloet van Oldruitenborgh (Vollenhove, 12 december 1851 − aldaar, huis Oldruitenborgh, 1 februari 1935) was een Nederlands burgemeester.

## Biografie
Sloet was een telg uit het oud-adellijke geslacht Sloet en een zoon van Anton Henri baron Sloet van Oldruitenborgh (1798-1871), luitenant-kolonel en adjudant van prins Alexander, en Maria Mechteld Florentina barones Sloet tot Tweenyenhuizen (1822-1866). In 1880 trouwde hij met Frederika Margaretha barones Lewe van Middelstum (1860-1925) met wie hij vier kinderen kreeg, onder wie burgemeester Anton Henri baron Sloet van Oldruitenborgh (1880-1950).
Sloet werd in 1885 benoemd tot burgemeester van Stad Vollenhove en van Ambt Vollenhove; beide ambten zou hij meer dan 25 jaar, tot 1913, bekleden. Sloet was tevens coadjutor van de Ridderlijke Duitsche Orde, Balije van Utrecht.
Sloet overleed in 1935 op 83-jarige leeftijd, en net als zijn vrouw op Oldruitenborgh. De inboedel van het huis werd nog in het jaar van zijn overlijden verkocht, het huis zelf werd door de erven begin van de jaren 1940 ter verkoop aangeboden, nadat het ongeveer twee eeuwen in bezit van het geslacht was geweest.
- International Standard Name Identifier: 0000 0003 9350 9422
- Nederlandse Thesaurus van Auteursnamen: 12353822X
- Virtual International Authority File: 287833120